# Loco (canción de Coal Chamber)
«Loco» es el título de la canción de la banda estadounidense de nu metal Coal Chamber. Es su sencillo debut incluido en su álbum homónimo lanzado en 1997. Es considerado como la canción más emblemática de la banda.

## Video musical
El video fue dirigido por Nathan "Karma" Cox. Comienza mostrando la escena en que aparece un camión de helados (el mismo que aparece en la portada del álbum debut) manejada por un conductor desquiciado interpretado por Ozzy Osbourne. El conductor del camión sale enloquecido de su camioneta y se dirige a una casa cercana, donde sorprende a su primera víctima, Rayna Foss jugando a las canicas, y ahí dentro, se encuentran los demás miembros de Coal Chamber, donde irrumpe cuando Fafara pronuncia la palabra Pull. Uno por uno, el conductor los persigue y los obliga a fijar la vista sobre un visualizador de imágenes, que muestra a Coal Chamber interpretando la canción. El cantante Dez Fafara es su próxima víctima, cuando es aprehendido mientras está cosiendo la cabeza de un animal de peluche. El guitarrista Miguel «Meegs» Rascón es el siguiente, este es atrapado por el conductor cuando estaba observando una mecedora vacía. El baterista Mikey «Bug» Cox es su última víctima, donde es sometido mientras estaba sentado en un colchón viendo la televisión. Al final del video, el conductor deja maniatados a los miembros de la banda en las sillas en el sótano y escapa de la casa.

## Listado de canciones
| Reino Unido - Sencillo en CD |                                |          |  |
| N.º                          | Título                         | Duración |  |
| 1.                           | «Loco» (Radio Edit)            | 3:36     |  |
| 2.                           | «Blisters»                     | 4:52     |  |
| 3.                           | «Sway» (Hypno-Submissive Mix)  | 3:25     |  |
| 4.                           | «Loco» (Remastered LP Version) | 4:15     |  |

## Posicionamiento en listas
| Lista (1998)                   | Mejor posición |
| ------------------------------ | -------------- |
| Reino Unido (UK Singles Chart) | 81             |